# Distretto di Rewari
Il distretto di Rewari è un distretto dell'Haryana, in India, di 764 727 abitanti. È situato nella divisione di Gurgaon e il suo capoluogo è Rewari.